# Seth Patera
La Seth Patera è una struttura geologica della superficie di Io.